# Coming to Homerica
Coming to Homerica, titulado Homerica en Hispanoamérica y Nos vamos a Homerica en España, es el vigesimoprimer y último episodio de la vigésima temporada de la serie de televisión de dibujos animados Los Simpson, estrenado en Estados Unidos el 17 de mayo del 2009 y el 6 de septiembre de 2009 en Hispanoamérica. El episodio fue escrito por Brendan Hay y dirigido por Steven Dean Moore. El título es una referencia a la película Coming to America. El día en que se estrenó el episodio en los Estados Unidos coincide con "El día de la Constitución de Noruega".

## Sinopsis
Krusty Burger es proclamado el establecimiento de comidas rápidas menos saludable de todo el mundo, por lo que Krusty considera que su restaurante debería servir una hamburguesa de tipo vegetariana, llamada "La Hamburguesa Madre Naturaleza". A pesar de que los ciudadanos de Springfield aceptan las hamburguesas en un principio, pronto caen enfermos por la intoxicación de los alimentos y de Gloria la gruñona. La enfermedad se debe a la cebada contaminada (que contenía la hamburguesa en cuestión) que había sido cultivada en Ogdenville. El subsecuente boicot sufrido destruye la industria de cebada local, por lo que los residentes de esa ciudad, que son descendientes de inmigrantes noruegos, se ven forzados a abandonar su ciudad y a buscar empleo en Springfield.
En un principio, los habitantes de Springfield son amables y hospitalarios con la gente de Ogdenville y les dan trabajo. Homer contrata a varias personas para que reparen su techo, Marge emplea a una niñera llamada Inga para que cuide a Bart, Lisa y Maggie, y Selma tiene un novio llamado Thorbjørn, un rubio musculoso. Mientras, Bart desea establecer su reputación como patinador estrella tras la llegada de los adolescentes y niños de Ogdenville. El truco de patineta de Bart es ejecutado perfectamente, pero termina bruscamente cuando choca contra el autobús escolar y se disloca su brazo. Homer y Marge lo llevan al hospital de inmediato, pero al llegar se dan cuenta de que está lleno de inmigrantes de Ogdenville, por lo que deberán esperar cuatro horas para poder atenderse. Furiosos, Marge, Homer y Bart vuelven a casa, donde Marge logra poner el brazo de su hijo nuevamente en su lugar. Homer va a la Taberna de Moe, pero se da cuenta de que Moe ya no sirve más cerveza, y en su lugar solamente ofrece Aquavit. Además la barra esta llena de gente de Ogdenville. Homer exige una taza de aquavit, cuyo contenido alcohólico es muy alto, por lo que se embriaga al instante. Posteriormente, al llegar a su trabajo en la planta de energía nunclear, es despedido por el Señor Burns por llegar tarde y estar ebrio.
El alcalde Quimby hace una reunión, donde se decide que la frontera de Springfield debería estar cerrada para los residentes de Ogdenville. El jefe Wiggum y el oficial Lou vigilan la frontera (quienes se encuentran sin Eddie, pues padecía con gota), pero son incapaces de controlarla ellos mismos, por lo que distribuyen armas y cerveza a un grupo de vigilantes, entre los que están Homer, Lenny y Carl. El grupo decide el nombre de la vigilancia:  "Star-Spangled Goofballs", pero después de muchos fallos para que dejen de pasar gente de Odgenville a Springfield, deciden construir un muro. Al principio, Marge cree que el muro contradice los valores de tolerancia que ella enseñó a sus niños, pero cambia de opinión cuando Maggie pronuncia su primera palabra, la palabra noruega "ja" (significa "sí"). Los residentes de Springfield comienzan a construir un muro muy grande y contratan a trabajadores de Ogdenville para ayudar en la construcción. A medida que los trabajos progresan, los residentes de ambas ciudades descubren que ellos no son muy diferentes. Una vez terminada la construcción del muro, los residentes de ambas ciudades comprenden que echan de menos a sus vecinos, entonces los habitantes de Springfield permiten que sus vecinos pasen a través de una puerta en el muro y que se unan a la fiesta que había comenzado del lado de Springfield.

## Curiosidades
- Homerica es un juego de palabras derivado con Homer y América.

## Recepción
Este episodio fue visto por 5.86 millones de espectadores, haciéndolo el tercer menos visto de la historia de Los Simpson, después "Lisa the Drama Queen" y "Four Great Women and a Manicure", el episodio es el menos visto como "Final de Temporada". Fue muy bien recibido por los usuarios en Internet Movie Database, que le dieron un 7.5 de puntuación, la más alta para la vigésima temporada. En TV.com, recibieron 8.4 de puntuación por los usuarios, haciéndolo el mejor puntuado de la temporada.
Robert Canning de IGN dio al episodio una revisión positiva, diciendo "el final inestable aparte, la historia revelada y el episodio era llena de añicos graciosos". Él continuó a decir, "gracioso, simpático y, pues gracioso", "Coming to Homerica" era un gran modo de terminar una temporada generalmente positiva. Mac McEntire de TV Verdict.com lo dio una revisión mixta, diciendo que "otra temporada" de Los Simpsons llega a término, con un altibajos del episodio. Él continuó a decir, "la primera mitad del episodio es mucho más fuerte en risas, pero la segunda mitad, sobre todo el final es algo apresurado".